# Antoine Bourdelle
Émile Antoine Bourdelle (ur. 30 października 1861 w Montauban, zm. 1 października 1929 w Le Vésinet) – francuski rzeźbiarz i pedagog.

## Życiorys
W wieku 24 lat zdobył stypendium w École des Beaux-Arts w Paryżu. W latach 1893–1907 pracował jako pomocnik Augusta Rodina. Wpływ Rodina był widoczny zwłaszcza w pierwszych jego dziełach: pomniku poległych w Montauban (1893–1899), popiersiu Beethovena (1901).
Twórczość Bourdelle’a ewoluowała od tendencji impresjonistyczno-ekspresjonistycznych do klasycyzujących. Rzeźby tego twórcy cechowało wyczucie bryły i rytmu. Głównym źródłem inspiracji była archaiczna rzeźba grecka. Pierwszą rzeźbą, w której widoczny był oryginalny styl artysty, jest Głowa Appolina (1900).
Z czasem zdobył szerokie uznanie jako pedagog i pod jego kierownictwem kształciło się wielu młodych rzeźbiarzy z całego świata. W roku 1924 został odznaczony Komandorią Legii Honorowej.
Zmarł 1 października 1929. Został pochowany na paryskim cmentarzu Montparnasse.
W dawnej pracowni rzeźbiarza, rozbudowanej, znajdującej się przy ulicy Antoine'a Bourdelle'a, urządzono jego muzeum.

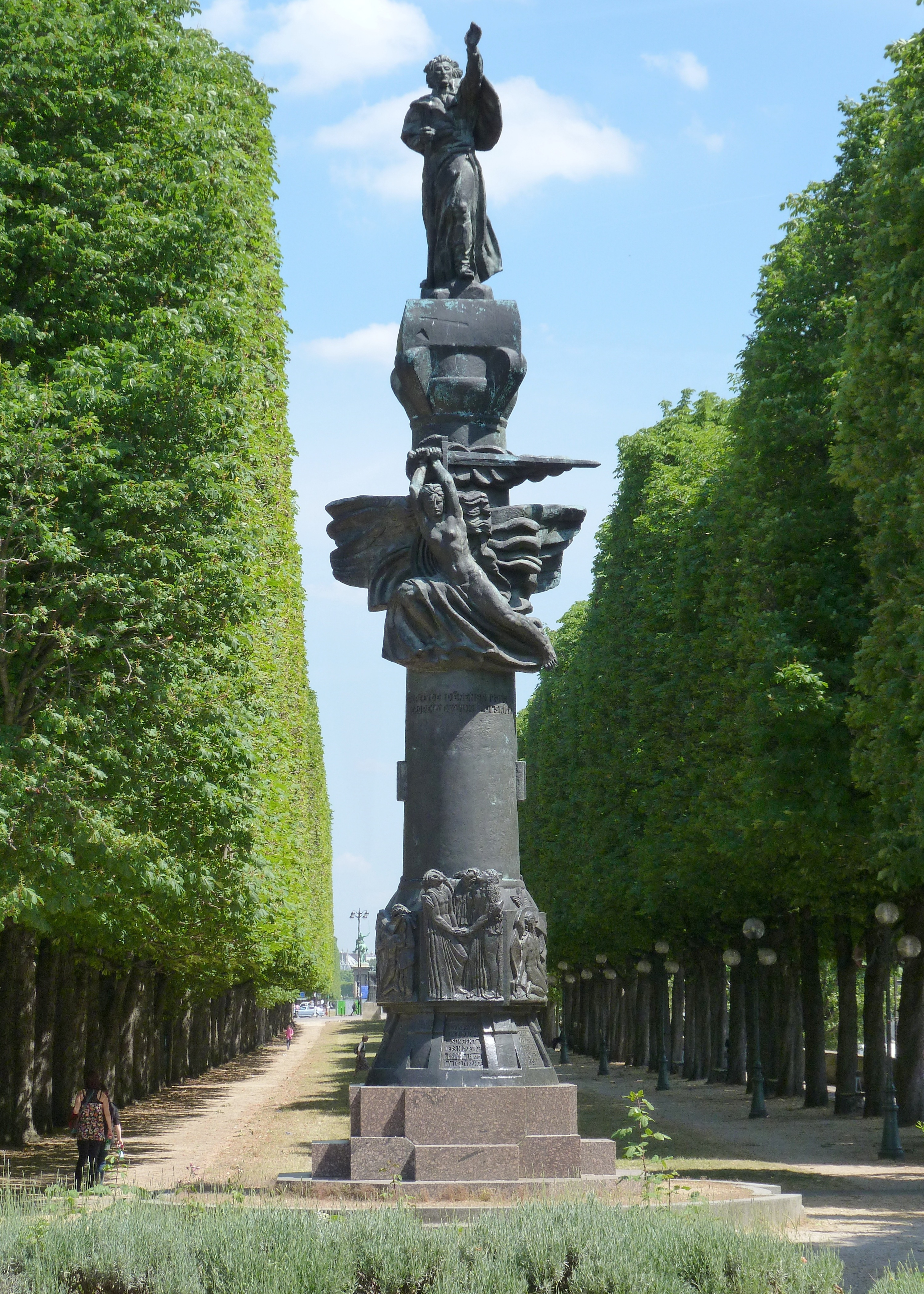
Pomnik Adama Mickiewicza w Paryżu

## Dzieła
- Pomnik Adama Mickiewicza w Paryżu (1928)
- Freski i reliefy w Théâtre des Champs Élysées w Paryżu (1912)
- Rzeźby Beethovena

## Uczniowie
- Janina Broniewska
- Luna Drexlerówna
- Icchak Frenkel
- Alberto Giacometti
- Shamai Haber
- René Iché
- Maria Łaszkiewicz
- Aristide Maillol
- Wiera Muchina
- Jacek Puget
- Germaine Richier
- Władysław Skoczylas